# Stiks
Stiks ili Stig (grč. Στύξ, Stýx) u grčkoj mitologiji ime je rijeke koja tvori granicu između zemlje i podzemnog svijeta – Hada. Okružuje Had, ovisno o izvorima, devet ili dvadeset puta. Zajedno s Flegetonom, Aherontom i Kokitusom, sreće se u središtu Hada na velikoj močvari.

## Etimologija
Ime rijeke Stiks dolazi od grčke riječi στυγέω, stygéô = "mržnja".

## Mitologija

### Rijeka
Stiks čuva Flegije, koji prenosi duše s jedne strane rijeke na drugu. U drugoj je pak inačici mita čuvao rijeku Flegeton. Također je spominjan i Haron da je prevozio duše preko ove rijeke, premda je češća inačica da je to činio preko rijeke Aheront.
Bogovi su jako poštovali rijeku Stiks, a zakletva njome nije se smjela prekršiti. Zeus se zakleo Semeli rijekom Stiks te je morao ispuniti njezinu molbu da ga vidi u pravom božanskom obličju, nakon čega je ona umrla. Helije je također sinu Faetontu obećao što je god poželio, zaklevši se rijekom Stiks, a on je poželio voziti njegove Sunčeve kočije, naravno, to nije uspio te je umro. Bogovi koji bi prekršili zakletvu, morali su piti iz rijeke i tako izgubiti glas na devet godina.
Prema nekim inačicama mita, Stiks posjeduje čudesne moći te može nekog učiniti besmrtnim. Ahilej je u djetinjstvu bio uronjen u tu rijeku što je kod njega uzrokovalo neranjivost. Njegova ga je majka Tetida držala za petu koja je ostala jedino ranjivo mjesto na njegovu tijelu. Danas u modernom svijetu Ahilova peta ili tetiva označava izuzetno slabu točku nekog čovjeka.
Iako se Stiks primarno pojavljuje u grčkoj i rimskoj mitologiji, spominje se i u Danteovoj Božanstvenoj komediji, negdje oko petog kruga u paklu.
U drevna vremena Stiks je bilo ime za područje rijeke između Ukrajine i Rusije. Ukrajina je predstavljala život, a Rusija je zauzimala mjesto smrti.

### Božica
Stiks je također i ime božice, Oceanove i Tetijine kćeri, koja je predstavljala tu rijeku kao jedina ženska predstavnica. Tu je čast zaslužila kad je pomogla Zeusu tj. prva je stala na njegovu stranu u borbi protiv iskonskih bogova Titana u Titanomahiji.
Rijeka Flegeton tekla je paralelno s rijekom Stiks. Božica Stiks bila je zaljubljena u nj, ali svaki bi je put gasio njegov plamen. Na posljetku je Zeus učinio da je vatra ne može ugasiti te se ujedinila s Flegetonom.

### Nimfa
Stiks je također bilo ime Najade, vodene nimfe čija je rijeka bila sveta. Ona i božica često su smatrane istom osobom.

## Vanjske poveznice
- Stiks u klasičnoj literaturi i umjetnosti (engl.)